# Ariana Grande
Ariana Grande-Butera (wym. /ˌɑːriˈɑːnə ˈɡrɑːndeɪ/) (ur. 26 czerwca 1993 w Boca Raton) – amerykańska piosenkarka, kompozytorka, aktorka i autorka tekstów.
Grande rozpoczęła swoją karierę w 2008 roku, będąc w obsadzie musicalu 13, zyskując później sławę dzięki roli Cat Valentine w dwóch produkcjach stacji Nickelodeon; Victoria znaczy zwycięstwo (2010–2013) oraz jej kontynuacji, Sam i Cat (2013–2014). W 2011 roku piosenkarka nagrała utwory do oficjalnej ścieżki dźwiękowej promującej pierwszy z dwóch wcześniej wspomnianych seriali, a także podpisała kontrakt płytowy z wytwórnią Republic Records. We wrześniu 2013 roku wydała swój debiutancki album studyjny Yours Truly, który zadebiutował na pierwszym miejscu listy Billboard 200.
Drugi album Grande, My Everything (2014) był kontynuacją brzmień muzyki pop i R&B obecnych w poprzednim projekcie, włączając do tego elementy elektronicznej muzyki tanecznej (EDM). Ten album również trafił na Billboard 200. Był promowany przez cztery single, które znalazły się w pierwszej dziesiątce prestiżowej listy Billboard Hot 100, tj. „Problem”, „Break Free”, „Bang Bang” i „Love Me Harder”. Trzeci krążek piosenkarki, Dangerous Woman (2016) stał się pierwszym z jej trzech albumów które dotarły na miejsce pierwsze notowania UK Albums Chart, z czego trzeci pochodzący z niego singiel, „Side to Side” dotarł do pierwszej piątki w Stanach Zjednoczonych i Wielkiej Brytanii.
Grande zaczęła skupiać się na muzyce trap obecnej na jej dwóch kolejnych projektach, Sweetener (2018) i Thank U, Next (2019), które osiągnęły sukces komercyjny i również otrzymały pozytywnie opinie od krytyków muzycznych. Pierwszy z nich otrzymał nagrodę Grammy w kategorii Najlepszy album popowo wokalny, a utwór „No Tears Left to Cry” znalazł się w pierwszej trójce list przebojów w dwudziestu sześciu krajach, zaś drugi był nominowany jako album roku podczas 62. ceremonii wręczenia nagród Grammy oraz pobił tuż po wydaniu dużą ilość rekordów. Nagrania „Thank U, Next”, „7 Rings” i „Break Up with Your Girlfriend, I’m Bored” pozwoliły stać się piosenkarce pierwszą solową artystką, która objęła pierwsze trzy miejsca Hot 100 oraz pierwszą żeńską wykonawczynią zastępującą siebie na szczycie UK Singles Chart. Dodatkowo, jest to także jedyny artysta, którego główne single z jego pierwszych pięciu płyt zadebiutowały w pierwszej dziesiątce w USA.
W 2020 roku wydała album studyjny „Positions”, którego główny singiel o tej samej nazwie znalazł się na szczycie listy przebojów Billboard Hot 100. Reszta utworów z albumu została również zanotowana na tej liście. Oprócz tego wydała single „Stuck with U” i wystąpiła gościnnie w w piosence Lady Gagi „Rain On Me” promującej album Chromatica. W 2021 roku Grande dołączyła do 21. sezonu amerykańskiej edycji programu The Voice jako jurorka oraz wystąpiła w epizodycznej roli w nominowanym do Oscara filmie Nie patrz w górę. Wkrótce potem zdobyła rolę Glindy, Dobrej Czarownicy z Północy, w adaptacji musicalu Wicked, Wicked (2024) oraz nadchodzącej, drugiej części Wicked: For Good (2025). Za rolę w pierwszym z wymienionych filmów zdobyła uznanie krytyków i była nominowana do Oscara w kategorii Najlepsza aktorka drugoplanowa. W 2024 roku artystka wydała album "eternal sunshine" po czteroletniej przerwie spowodowanej nagrywaniem Wicked. Album zadebiutował na 1. miejscu listy przebojów Billboard 200, pozostając na nim przez trzy tygodnie. Pochodzące z krążka single "we can't be friends (wait for your love)" i "yes, and?" zadebiutowały na pierwszym miejscu listy Billboard Hot 100.
Do tej pory Ariana jest laureatką ponad trzystu nagród, w tym Grammy, Brit, dwóch statuetek Billboard Music Awards, trzech American Music Awards, a także posiada trzydzieści dziewięć osiągnięć w Księdze rekordów Guinnessa, a wszystkie z jej długogrających albumów studyjnych zostały pokryte platyną lub multiplatyną Recording Industry Association of America (RIAA). Jako jeden z głównych pionierów mediów strumieniowych, całkowicie zgromadziła ona ponad 93 miliardy odtworzeń na takich platformach, jak YouTube, Spotify czy Apple Music. Jest również prominentną osobą w serwisach społecznościowych, aktywną feministką i stronniczką praw LGBTQ+. W lutym 2019 r. stała się najbardziej obserwowaną kobietą na Instagramie, w tym samym roku magazyn Forbes sklasyfikował ją wśród najlepiej zarabiających celebrytów, a Time – stu najbardziej wpływowych ludzi, również w 2016 r.=oku. W 2018, Billboard uhonorował ją jako „kobietę roku” oraz zdeklarował jako najbardziej sukcesywną artystkę muzyczną, która zadebiutowała w latach 2010–2019. W 2025 roku za rolę w filmie Wicked uzyskała nominacje do Złotego Globu, nagrody SAG oraz BAFTA.

## Życiorys

### Dzieciństwo i edukacja
Ariana Grande-Butera urodziła się jako drugie dziecko Joan Grande, prezeski firmy Hose-McCann Communications, i jej byłego męża Edwarda Butera, projektanta graficznego. Jej imię inspirowane jest jedną z bohaterek serialu animowanego Kot Feliks, księżniczką Orianą. Starszy przyrodni brat Ariany, Frankie James Grande, jest aktorem, tancerzem i producentem. Ariana ma włoskie korzenie, jest pół-Sycylijką i pół-Abruzyjką. Grande dorastała na Florydzie.
Jako nastolatka brała udział w zajęciach teatralnych oraz uczęszczała do Pine Crest School i North Broward Preparatory School we Florydzie. W 2003 roku została współzałożycielką grupy Kids Who Care, która w 2007 roku zebrała ponad pół miliona dolarów na cele dobroczynne.

### Kariera

#### 2008–12: Początki kariery,Victoria znaczy zwycięstwo, Sam & Cat

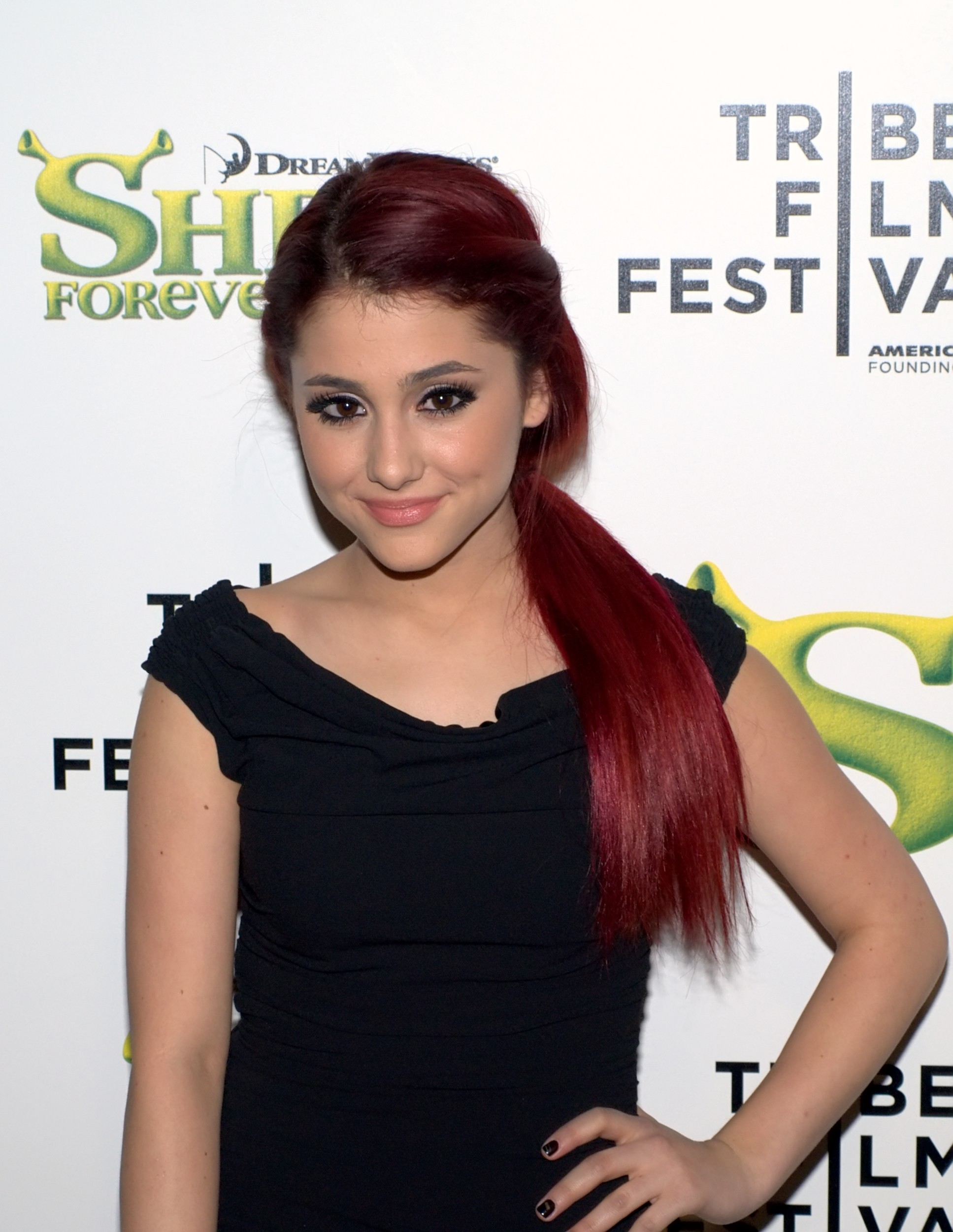
Grande podczas Festiwalu Filmowego w Tribece w 2010 roku

Grande zaczęła karierę muzyczną w wieku ośmiu lat, występowała m.in. w Filharmonii Południowej Florydy i Florida Sunshine Pops. Jej pierwszym występem telewizyjnym był występ przed meczem drużyny Florida Panthers, gdzie zaśpiewała amerykański hymn „The Star-Spangled Banner”. W tym czasie występowała także kilkukrotnie w nowojorskim klubie jazzowym Birdland. Jako dziecko występowała w Dziecięcym Teatrze Florydy w Fort Lauderdale grając m.in. rolę tytułową w musicalu Annie. W 2008 roku zagrała w wystawianym na Broadwayu musicalu 13, wcielając się w rolę Charlotte, za którą otrzymała w wieku 15 lat Nagrodę Stowarzyszenia Krajowych Teatrów Młodzieżowych (ang. National Youth Theatre Association Award). Kiedy dołączyła do obsady spektaklu, porzuciła naukę w liceum, miała wówczas zajęcia prywatne z nauczycielami.
W 2009 roku wygrała casting do serialu młodzieżowego Victoria znaczy zwycięstwo (ang. Victorious) w telewizji Nickelodeon, gdzie wcieliła się w rolę Cat Valentine, rudowłosą, łatwą do zachwycenia uczennicę Hollywood Arts. Nagrania sitcomu rozpoczęto 5 października 2009 roku, pierwszy odcinek miał swoją premierę 27 marca 2010 roku. Na potrzeby produkcji Grande przefarbowała swoje czarne włosy na czerwono. Od 2009 Grande jest członkiem grupy Broadway in South Africa, dzięki czemu rokrocznie występuje w Afryce Południowej ucząc dzieci muzyki i tańca.

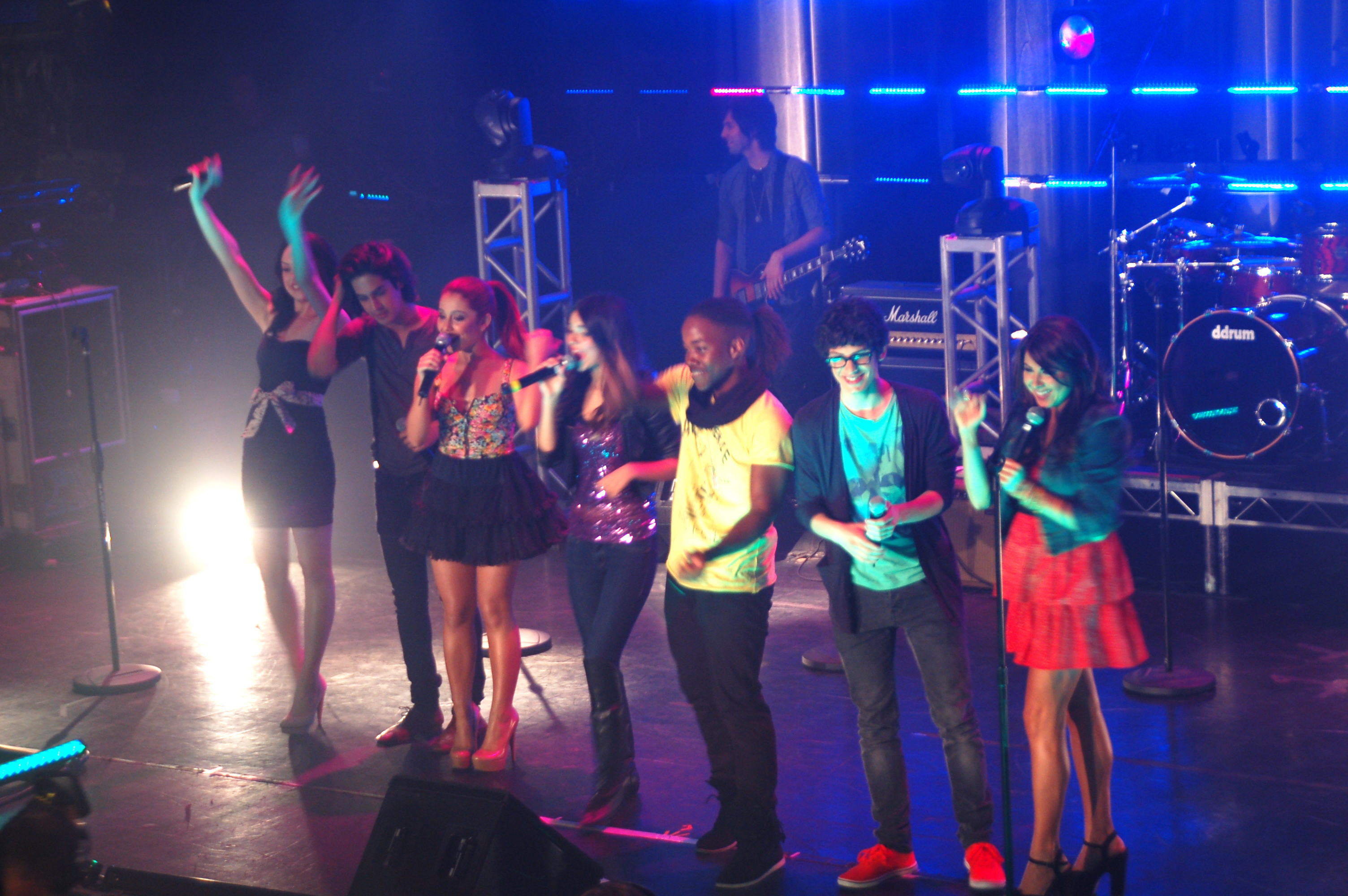
Ariana Grande i reszta obsady Victorious podczas koncertu w Avalon Hollywood, maj 2011

W 2010 roku Grande zagrała postać Miriam w musicalu Cuba Libre, który napisał i wyprodukował Desmond Child. W kolejnym roku użyczyła głosu postaci księżniczki Diaspro w serialu animowanym Klub Winx. Podczas szóstego sezonu serialu zastąpiła ją Cassandra Morris. Po nakręceniu pierwszego sezonu serialu Victoria znaczy zwycięstwo Grande postanowiła skupić się na karierze wokalnej. W sierpniu 2010 roku zaczęła pracować nad materiałem na swoją debiutancką płytę. W sierpniu kolejnego roku wystąpiła w inscenizacji serialu – Victorious: Music from the Hit TV Show, i podpisała kontrakt płytowy z wytwórnią Universal Republic Records. W grudniu ukazał się jej debiutancki singiel – „Put Your Hearts Up” (pierwotnie Give A Little Love). W czerwcu 2012 roku ukazał się album ze ścieżką dźwiękową serialu Victorious 2.0.
W lecie 2012 roku wzięła udział w dziecięcym teleturnieju Figure it Out produkowanym przez Nickelodeon. Tam występowała również Jennette McCurdy. W sierpniu 2012 roku Grande ogłosiła zakończenie pracy nad serialem Victoria znaczy zwycięstwo gdzie pod koniec serii pokłóciła się z Victorią Justice. Podczas prezentacji jesiennej ramówki stacji Nickelodeon Stowarzyszenie Krytyków Telewizyjnych poinformowało o powstaniu sitcomu z udziałem Grande i Jennette McCurdy – Sam i Cat, będącego połączeniem przygód bohaterek seriali Victoria znaczy zwycięstwo (Grande) i iCarly (McCurdy). Produkcją zajął się Dan Schneider, który również był producentem Victorii znaczy zwycięstwo. Prace nad produkcją rozpoczęły się pod koniec listopada, pierwszy odcinek wyemitowano 8 czerwca 2013 roku. Z powodu rozwijającej się kariery muzycznej Grande oraz kłótni pomiędzy Arianą i Jennette McCurdy, po pierwszym sezonie zakończono kręcenie serialu. W listopadzie 2012 roku ukazała się trzecia część ścieżki dźwiękowej serialu Victoria znaczy zwycięstwo – Victorious 3.0. W grudniu tego samego roku Grande nawiązała współpracę z brytyjskim wokalistą Miką, z którym nagrała singiel „Popular Song”. W tym samym czasie zagrała Królewnę Śnieżkę w pantomimie Święta Królewny Śnieżki wystawianej w Pasadena Playhouse.

#### 2013:Yours Truly

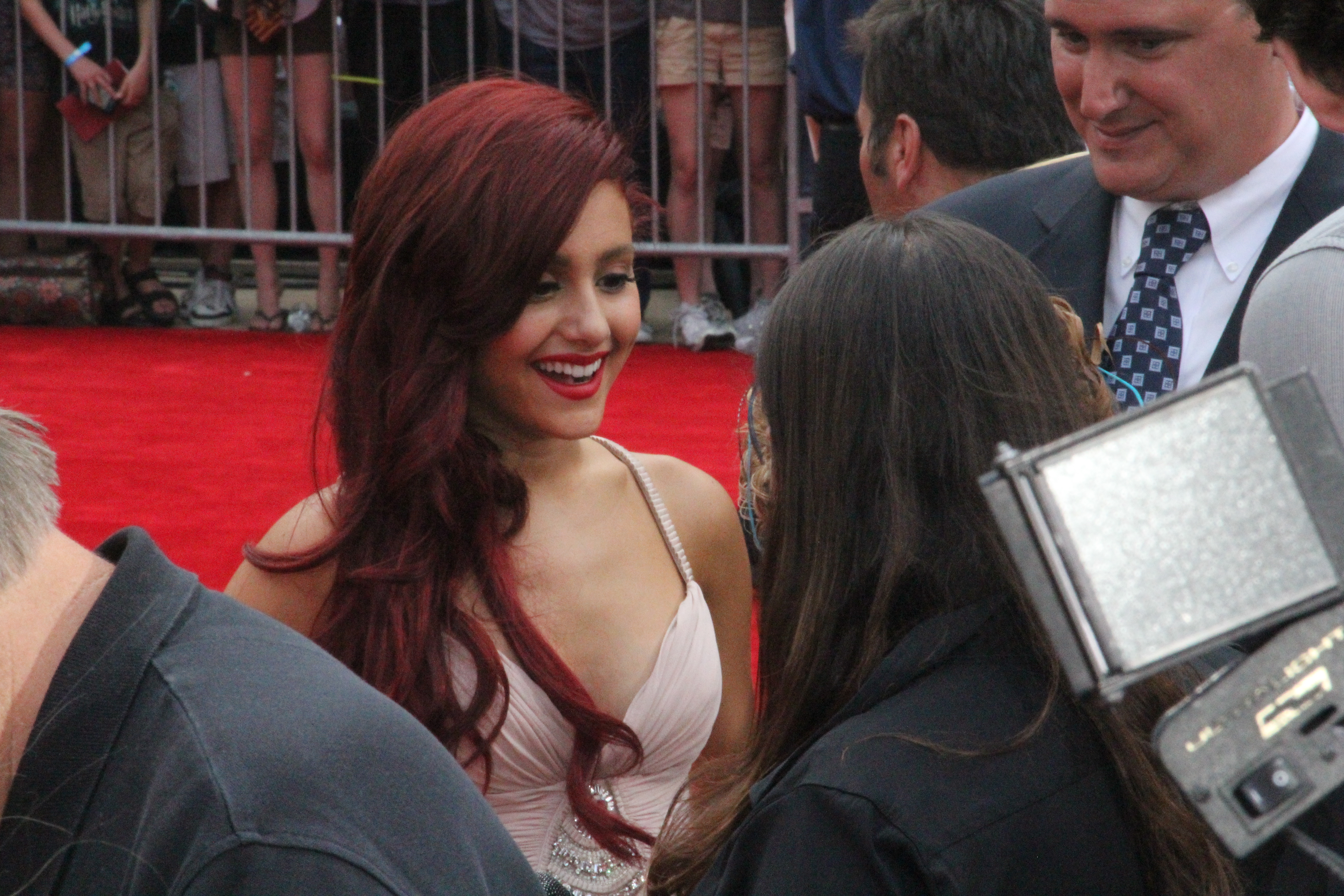
Grande w 2011 roku przed Avery Fisher Hall w Nowym Jorku

W czerwcu 2013 roku Grande zakończyła trzymiesięczną pracę nad swoim debiutanckim albumem studyjnym, zatytułowanym Yours Truly (pierwotnie: Daydreamin’), który ukazał się 30 sierpnia tego samego roku. Inspiracją albumu byli artyści tacy jak: Amy Winehouse, Mariah Carey i Imogen Heap. Tydzień po premierze płyta zadebiutowała na szczycie amerykańskiej listy najczęściej kupowanych albumów według magazynu „Billboard” z wynikiem 138 tysięcy sprzedanych egzemplarzy. Wokalistka została tym samym pierwszą artystką od trzech lat, która tego dokonała (wcześniej na pierwszym miejscu listy zadebiutowała Kesha z płytą Animal ze stycznia 2010 roku), a także piętnastą artystką w historii. Pierwszy singiel z albumu, „The Way”, został nagrany we współpracy z raperem Makiem Millerem i trafił na pierwsze miejsce amerykańskiej listy Billboard Hot 100, spędzając łącznie 29 tygodni w notowaniu oraz 219 000 sprzedanych egzemplarzy w pierwszym tygodniu w Stanach Zjednoczonych. Natomiast drugi singiel z albumu „Baby I” osiągnął 29. miejsce na amerykańskich listach przebojów. Grande została posądzona przez wytwórnię Minder Music o skopiowanie zwrotki What we gotta do right here is go back, back in time z utworu „Troglodyte (Cave Man)” zespołu The Jimmy Castor Bunch z 1972 roku. Pozostałymi singlami z krążka zostały piosenki „Baby I” i „Right There”, w którym gościnnie wystąpił Big Sean. Po premierze płyty magazyn Billboard uznał wokalistkę za Najgorętszą muzyczną małolatę 2013 roku (ang. Music’s Hottest Minors 2013) w rankingu uwzględniającym najpopularniejszych muzyków poniżej 21 roku życia.

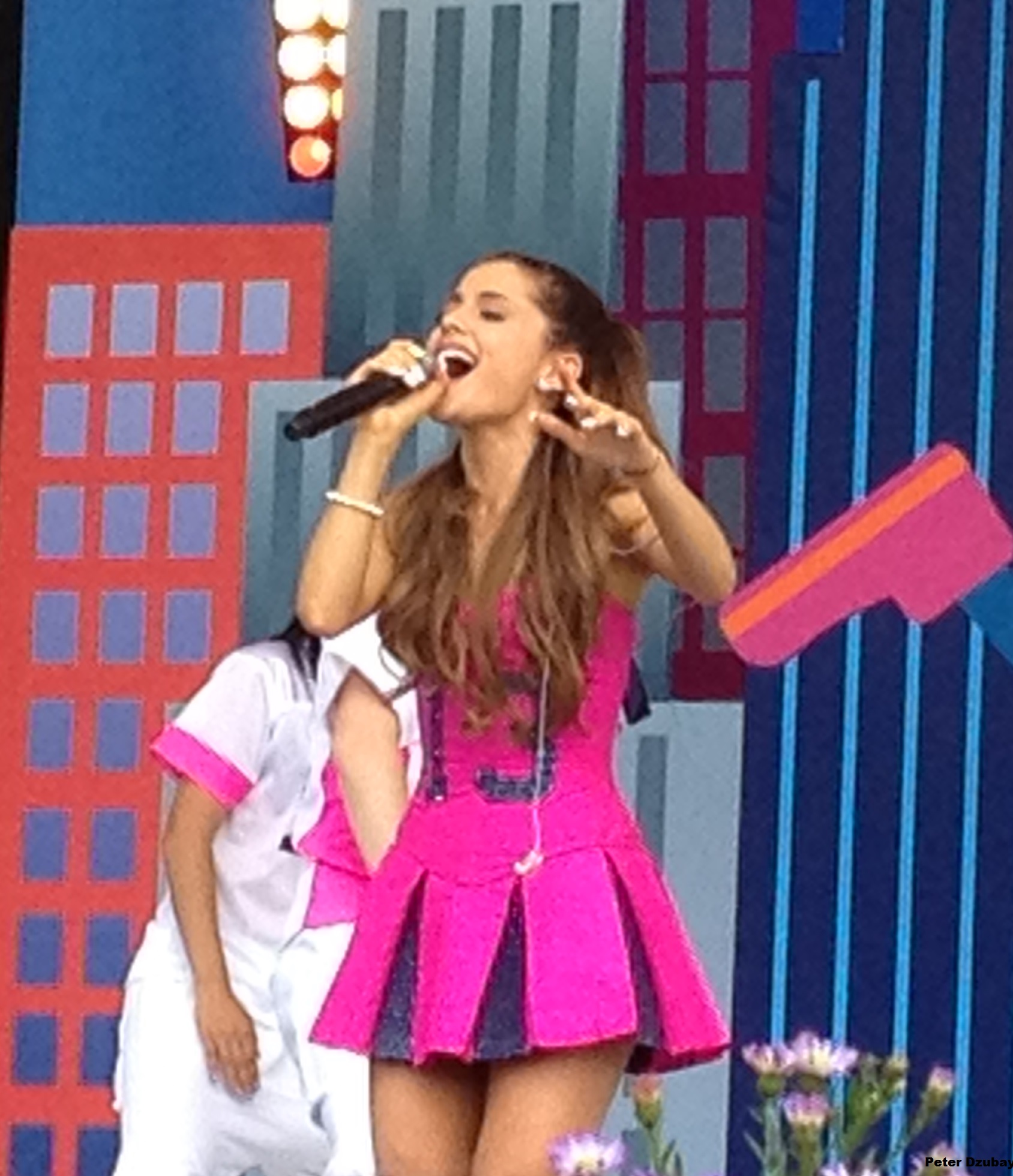
Ariana na Worldwide Day of Play we wrześniu 2013 roku.

W 2013 roku Grande wcieliła się w rolę Amandy Benson w filmie dla dzieci Swindle (pol. Szwindel) który miał premierę 24 sierpnia 2013 w Stanach Zjednoczonych, będącego filmową adaptacją noweli o tym samym tytule. Obok Ariany w produkcji zagrała Jennette McCurdy, z którą wokalistka również zagrała w serialu Sam i Cat. W sierpniu Grande wystąpiła podczas trzech koncertów Justina Biebera w ramach jego trasy koncertowej, zatytułowanej Believe Tour, oraz ogłosiła plany dotyczące swojej trasy – The Listening Sessions. Podczas ceremonii wręczenia Amerykańskich Nagród Muzycznych wokalistka otrzymała statuetkę w kategorii Debiutant roku, tego samego dnia była także najczęściej wspominaną artystką na Twitterze. W trakcie gali Grande wykonała swój singiel „The Way” oraz utwór „Tattooed Heart”, za którego wykonanie otrzymała pozytywne recenzje dot. warunków wokalnych m.in. od Kelly Clarkson czy Lady Gagi. W grudniu wokalistka wydała swój pierwszy świąteczny minialbum zatytułowany Christmas Kisses. Miesiąc później potwierdziła pogłoski dotyczące rozpoczęcia pracy nad drugą płytą studyjną, nad którą pracowała z wokalistą Ryanem Tedderem i producentem Benny’m Blanco. W lipcu 2013 roku, potwierdziła trasę koncertową „The Listening Sessions” na Twitterze. Pod koniec 2013 roku, Ariana Grande użyczyła gościnnie głos w odcinku Family Guy „Mom’s the Word” jako włoska córka mieszkająca obok Griffinów, odcinek ten ukazał się w marcu, 2014 roku w Stanach Zjednoczonych.
W marcu 2014 roku Grande otrzymała propozycję zaśpiewania w trakcie koncertu Women of Soul: In Performance at the White House, organizowanego w Białym Domu. Miesiąc później prezydent Stanów Zjednoczonych, Barack Obama, oraz jego żona, Michelle Obama, zaproponowali jej występ podczas koncertu organizowanego z okazji świąt wielkanocnych. W tym samym roku otrzymała także statuetkę Przełomowego artysty roku podczas ceremonii wręczenia Nagród Biznesu Muzycznego, jak i wygrała nominacje w Kids Choice Awards 2014 jako najlepsza aktorka telewizyjna.

#### 2014:My Everything

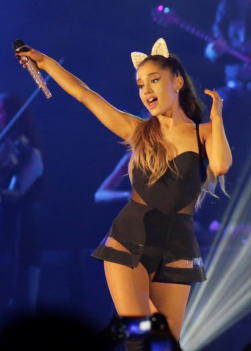
Grande podczas trasy The Honeymoon Tour w 2015 roku

W styczniu 2014 roku Grande zaczęła pracować nad swoim drugim studyjnym albumem. W tym samym miesiącu otrzymała statuetkę w kategorii Ulubiony przełomowy artysta roku na People’s Choice Awards 2014. W marcu zaśpiewała na koncercie Women of Soul: In Performance at the White House, zorganizowanym w Białym Domu. W tym samym miesiącu Barack i Michelle Obamowie zaprosili ją ponownie, tym razem do występu na wielkanocnym evencie Easter Egg Roll.
Pod koniec sierpnia premierę miał drugi długogrający album studyjny Grande, zatytułowany My Everything. Główny singiel z płyty, „Problem”, został nagrany przy gościnnym udziale Iggy Azalei. Utwór zadebiutował na trzecim miejscu amerykańskiej listy przebojów oraz na pierwszym miejscu notowania w Wielkiej Brytanii. Drugim utworem promującym płytę została piosenka „Break Free”, którą wyprodukował Zedd. Wokalistka zaprezentowała utwór premierowo 2 lipca podczas specjalnego odcinka programu Total Request Live – Total Ariana Live, który został jednorazowo reaktywowany po sześciu latach przerwy. Piosenka dotarła do czwartego miejsca amerykańskiej listy przebojów oraz na szczyt notowania Hot Dance/Electronic Songs.
W lipcu Grande wraz z Nicki Minaj pojawiła się gościnnie w singlu „Bang Bang” z trzeciej płyty studyjnej Jessie J, zatytułowanej Sweet Talker. Utwór dotarł do pierwszej dziesiątki zestawienia w Stanach Zjednoczonych, dzięki czemu Grande została drugą w historii artystką (po brytyjskiej wokalistce Adele), której trzy piosenki pojawiły się w jednym tygodniu w pierwszej dziesiątce amerykańskiej listy przebojów. We wrześniu tego samego roku, utwór stał na 3. miejscu na liście Top 100 Charts. Później ukazała się piosenka „Love Me Harder” z udziałem The Weeknd, której kawałek Ariana ujawniła trochę wcześniej na Instagramie. Utwór ten należy również do albumu My Everything. Dokładna data wydania to 20 sierpnia 2014, piosenka wylądowała w pierwszym tygodniu na 79. miejscu listy Hot 100.
W październiku Grande anulowała koncert w Hiszpanii z powodu zagrożenia zarażeniem wirusem eboli. W tym samym miesiącu grupa muzyczna Major Lazer zapowiedziała na Twitterze nowy singiel „All My Love” z gościnnym udziałem wokalistki. W listopadzie Grande zostanie nagrodzona nagrodą Bambi w kategorii Debiutant podczas ceremonii wręczenia statuetek w Berlinie. Jesienią 2014 roku Grande skomponowała piosenkę „All My Love” wykorzystaną w oficjalnej ścieżce dźwiękowej filmu Igrzyska śmierci: Kosogłos. Część 1. W grudniu wystąpiła gościnnie na pokazie Victoria’s Secret Fashion Show.

#### 2016–2017:Dangerous Woman

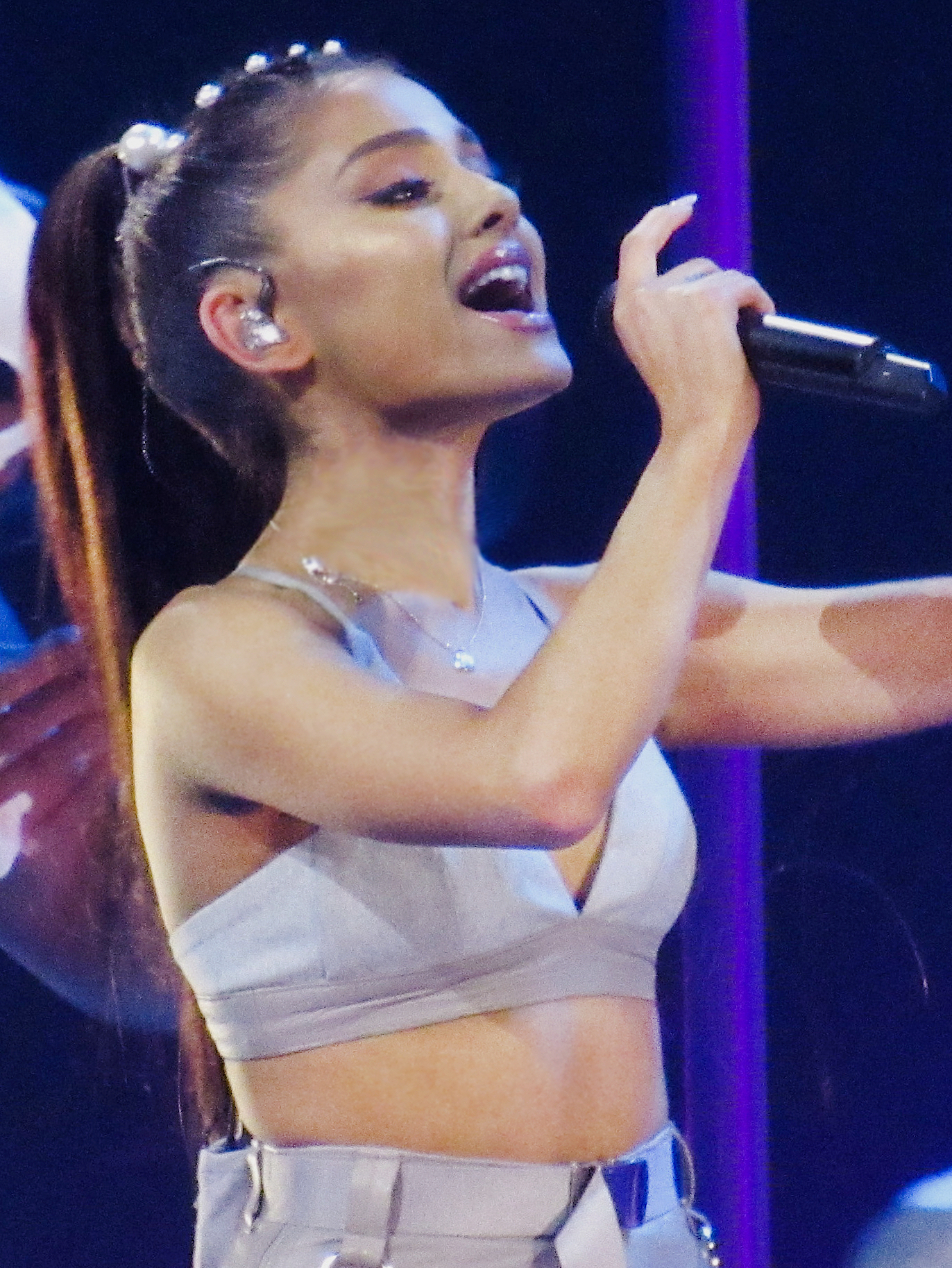
Ariana Grande podczas trasy Dangerous Woman Tour w 2017 roku

We wrześniu 2014 roku Grande zaczęła pracę nad swoim kolejnym albumem, który nosi tytuł Dangerous Woman (początkowo Moonlight). Pod koniec października 2015 roku piosenkarka udostępniła piosenkę „Focus”, która początkowo miała być głównym singlem z płyty, lecz oficjalnie usunięto ją z podstawowej wersji albumu. Piosenka znalazła się na japońskiej wersji Dangerous Woman. Również tego samego miesiąca wraz z Andreą Bocellim wydała piosenkę „E piu ti penso” na jego album Cinema, piosenkarka śpiewa tam po włosku. 18 grudnia wydała swój drugi świąteczny minialbum (japoński album) zatytułowany Christmas & Chill. W listopadzie 2015 roku wygrała jedną z dwóch nominacji na American Music Awards. 22 stycznia 2016 roku piosenkarka ogłosiła, że zakończyła prace nad trzecim albumem.
W styczniu 2016 wprowadziła swoją linię kosmetyków do katalogu firmy MAC Cosmetics. Pieniądze ze sprzedaży będą przekazywane na leczenie osób chorych na AIDS.
24 lutego 2016 Grande założyła specjalną stronę (dangerouswoman.com), na której ukazywały się informacje na temat albumu. Za pomocą tej strony ogłosiła, że 12 marca 2016 roku wystąpi w programie Saturday Night Live i zaprezentuje tam dwie piosenki z albumu: tytułową „Dangerous Woman” oraz „Be Alright”. Parę dni później artystka potwierdziła, że na standardowej wersji albumu będzie 11 piosenek i więcej na innych (deluxe, target, japońskiej itd.). Na albumie mają się znaleźć cztery wspólne projekty z innymi artystami (z Lilem Wayne’em, Macy Gray, Nicki Minaj oraz z Future).
1 marca potwierdzono, że to piosenka „Dangerous Woman” będzie głównym singlem z albumu i ukaże się 11 marca. 3 marca na oficjalnej stronie albumu rozpoczęło się odliczanie do premiery piosenki. Dwa dni później Grande potwierdziła, że album ukaże się w przedsprzedaży 11 marca – w dniu ukazania się singla „Dangerous Woman”, a w oficjalnej sprzedaży – 20 maja 2016 roku. Piosenka „Be Alright” została singlem promocyjnym z albumu. Utwór „Into You”, wyprodukowany przez Maxa Martina, został drugim singlem albumu. Trzecim singlem z albumu zostało „Side to Side”, nagrane wspólnie z Nicki Minaj. Album Dangerous Woman w pierwszym tygodniu sprzedaży został sprzedany w nakładzie ponad 175 tys. egzemplarzy. Album promowała trasa Dangerous Woman Tour, która rozpoczęła się na początku 2017 roku. 2 stycznia piosenkarka podjęła współpracę z firmą Square Enix nad wprowadzeniem do gry komputerowej Final Fantasy Brave Exvius jej własnej postaci – Dangerous Ariana. Wygląd postaci dopasowany jest do okładki najnowszej płyty wokalistki. 19 stycznia w grze pojawiło się wydarzenie związane z artystką i jej trasą koncertową, które zakończyło się 2 lutego. 14 kwietnia pojawiło się ono znowu, ze względu na konkurs zorganizowany przez samą Arianę oraz wydawców gry. Polegał na zrobieniu zdjęcia podczas gry, które ukazywać miało walkę z bossem i wysłaniu go do organizatorów poprzez ich oficjalną stronę na Facebooku. Następnie losowano dwóch zwycięzców. Zostali oni nagrodzeni biletami na koncert Ariany Grande. Konkurs i wydarzenie trwały do 21 kwietnia. 8 lipca w Paryżu, na festiwalu z okazji pierwszej rocznicy wydania Final Fantasy Brave Exvius na świecie, a zarazem 30. rocznicy powstania całej serii gier, ogłoszono kolejną współpracę z wokalistką.
22 maja 2017 roku, tuż po zakończeniu koncertu Ariany Grande w hali Manchester Arena, doszło do zamachu terrorystycznego, w wyniku którego zginęły ponad 22 osoby, a ponad 59 zostało rannych. 4 czerwca odbyła się akcja charytatywna zorganizowana przez piosenkarkę, mająca na celu pomoc ofiarom zamachu i ich rodzinom. Podczas całej imprezy z samych wpłat SMS-owych i wpłat internetowych zebrano ok. 2 miliony funtów. Oznacza to, że na konto We Love Manchester Emergency Fund od tragicznych ataków wpłynęło w sumie 10 milionów funtów. Dzięki sukcesowi One Love Manchester, wokalistka wydała singiel charytatywny, a zarazem cover utworu Judy Garland z filmu Czarnoksiężnik z Oz, „Somewhere Over the Rainbow” 6 czerwca 2017 roku na każdej platformie muzycznej.

#### 2018–2020:SweeteneriThank U, Next

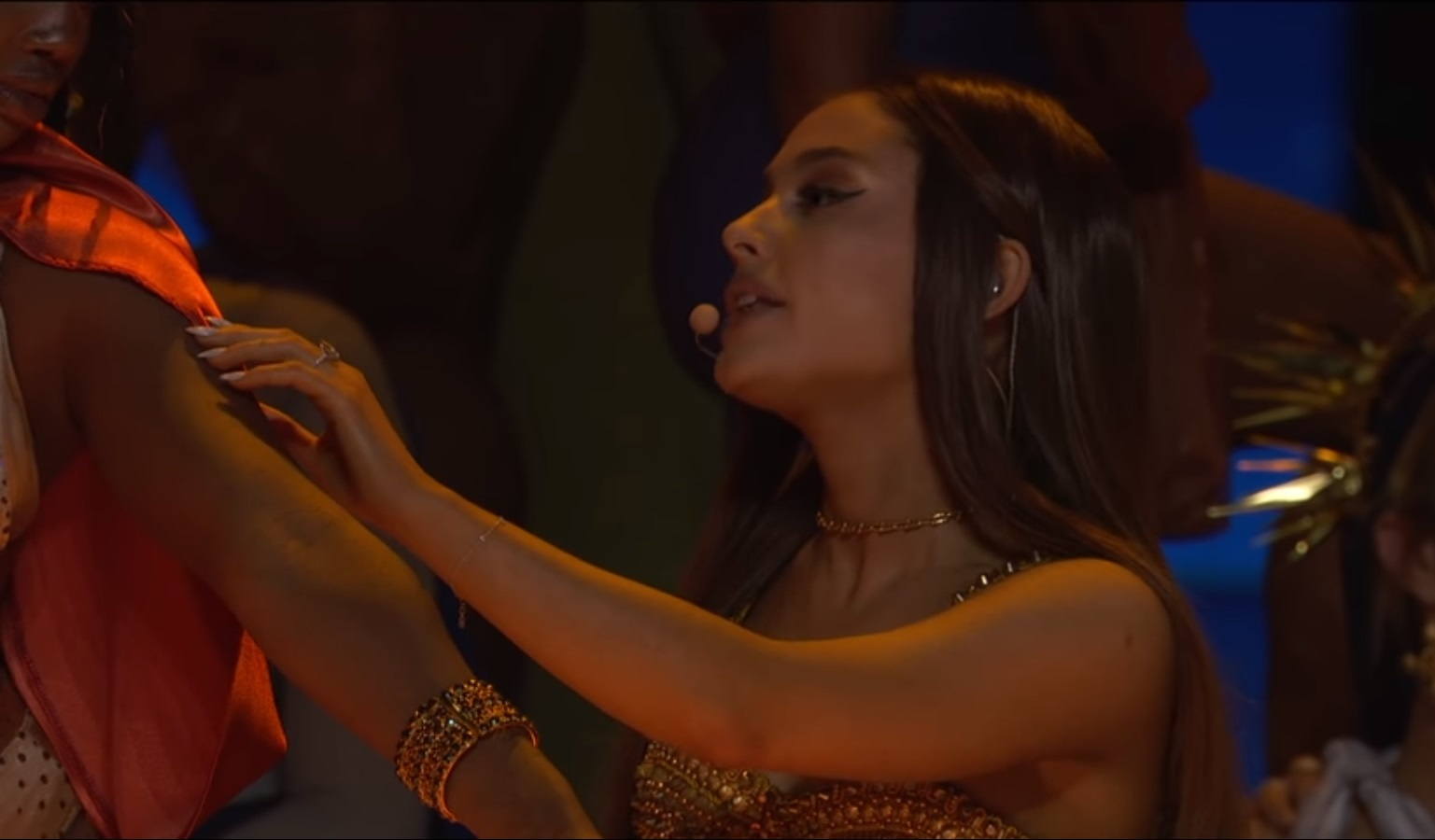
Skan z występu Grande na gali MTV Video Music Awards 2018.

Grande rozpoczęła pracę nad swoim czwartym albumem studyjnym, Sweetener z Pharrellem Williamsem jeszcze w 2016 roku, lecz „wydarzenia w Manchesterze były ogromnym nastawieniem na oczekiwania od projektu”. W kwietniu 2018 r. „No Tears Left to Cry”, główny singel promujący płytę ujrzał światło dzienne, co pozwoliło na wejście do pierwszej trójki prestiżowej listy Billboard Hot 100 czyniąc ją jedynym artystą, którego główne single z czterech pierwszych albumów uplasowały się w jej pierwszej dziesiątce, natomiast drugi z nich, „God Is a Woman” dotarł na miejsce ósme, natomiast na czwarte w notowaniu UK Singles Chart. Album Sweetener został wypuszczony na rynek w połowie sierpnia tego samego roku otrzymując później pozytywne opinie od krytyków, dostając się na szczyt Billboard 200 oraz wygrywając w kategorii Najlepszy album popowo-wokalny na 61. rozdaniu nagród Grammy. Dla promocji krążka Grande wystąpiła również w Nowym Jorku, Chicago, Los Angeles i Londynie w ramach krótkiej trasy pod nazwą The Sweetener Sessions między 20 sierpnia a 4 września 2018 r. W październiku piosenkarka wystąpiła podczas specjalnego koncertu A Very Wicked Halloween wyemitowanego w stacji NBC z okazji piętnastolecia wystawienia na Broadwayu musicalu Wicked w 2003 r., natomiast miesiąc później swoją premierę na kanale BBC One miał program Ariana Grande at the BBC, w którym artystka wykonała trzynaście utworów ze swojego repertuaru oraz udzieliła wywiadu z Daviną McCall.
W listopadzie 2018 r. Grande wydała nagranie „Thank U, Next” oraz oznajmiła o swoim piątym albumie o tym samym tytule. Od tego czasu zadebiutowało ono na szczycie Hot 100 pozostając tam przez siedem tygodni, jest pokryte obecnie pięciokrotną platyną w Stanach Zjednoczonych, wypuszczony do niego klip stał się jednym z najczęściej oglądanych teledysków w serwisie YouTube w ciągu doby oraz najszybszym video na Vevo, które osiągnęło 100 mln wyświetleń. Singel także stał się najszybszą piosenką w historii serwisu muzycznego Spotify, która osiągnęła 100 mln odtworzeń w rekordowe jedenaście dni oraz najczęściej puszczanym utworem autorstwa artystki żeńskiej na owej platformie w okresie 24-godzinnym z liczbą 9,6 mln odtworzeń, zanim to jej własne nagranie, „7 Rings” uzyskało ponad 15 mln. Pod koniec tego samego miesiąca czteroczęściowy serial dokumentalny Grande we współpracy z YouTube, Ariana Grande: Dangerous Woman Diaries ujrzał światło dziennie. Przedstawia on kulisy oraz materiał pochodzący z trasy Dangerous Woman Tour, w tym wycinki z koncertu charytatywnego One Love Manchester, życia prywatnego oraz tworzenia Sweetener. Na początku 2019 r. potwierdzono informacje, że piosenkarka wystąpi podczas Coachella Valley Music and Arts Festival, czyniąc ją najmłodszym artystą muzycznym oraz czwartą z grupy żeńskiej w historii, która będzie jej głównym aktem. Podczas występów, które odbyły się między 12 a 21 kwietnia wg raportów Grande zarobiła za oba pokaźną sumę pieniężną (8 mln dolarów) oraz zaprosiła na nie innych celebrytów, tj. N Sync, Diddy, Nicki Minaj i Justin Bieber.
Drugi singel z Thank U, Next, wcześniej wspomniane „7 Rings”, został wydany 18 stycznia 2019 r. później osiągając ten sam początkowy wynik, co jego poprzednik – debiut na miejscu pierwszym w Stanach Zjednoczonych, dzięki czemu Grande stała się trzecią, żeńską artystką w historii, która ma na swoim koncie więcej niż jedno wejście z danym singlem na szczyt Hot 100, dołączając tym samym do Marii Carey (3) oraz Britney Spears (2), a sam utwór natomiast stał się jej najpopularniejszym na owej liście, będąc na jej podium przez całkowite osiem tygodni. Thank U, Next zostało wypuszczone na rynek 8 lutego 2019 roku sprzedając w pierwszym tygodniu od wydania 360 tys. kopii i jednocześnie zdobywając uznanie krytyków muzycznych.
18 lutego 2019 r. Grande stała się pierwszą artystką solową, której wszystkie trzy single z wcześniej wspomnianego albumu zajęły całą pierwszą trójkę Billboard Hot 100 z „7 Rings” na pierwszym miejscu, „Break Up with Your Girlfriend, I’m Bored” na drugim miejscu oraz „Thank U, Next” na pozycji trzeciej. Ten sam wynik osiągnął również zespół The Beatles w 1964 r., kiedy objęli to jej całkowitą pierwszą piątkę. W Wielkiej Brytanii stała się drugą artystką solową która zajęła pierwsze i drugie miejsce na liście UK Singles Chart oraz pierwszą artystką muzyczną która dwa razy osiągnęła tam pierwsze miejsce. 20 lutego piosenkarka otrzymała swoją pierwszą nagrodę Brit dla międzynarodowej żeńskiej artystki solo, natomiast 18 marca oficjalnie ruszyła w swoją trzecią, światową trasę koncertową, Sweetener World Tour dla promocji Sweetener i Thank U, Next, a w maju otrzymała ona z dziewięciu nominacji dwie statuetki podczas gali Billboard Music Awards 2019, z czego jej występ z „7 Rings” był wcześniej nagrany w Vancouver w Kanadzie.
W czerwcu 2019 r., Grande potwierdziła, że jest ona współautorką ścieżki dźwiękowej do ekranizacji Aniołki Charliego (2019), z czego jej główny singel, „Don't Call Me Angel” wraz z Miley Cyrus i Laną Del Rey został wydany 13 września oraz otrzymał nominację w kategorii Najlepsza piosenka oryginalna podczas 24. ceremonii rozdania nagród Satelity. W sierpniu wydała także utwór „Boyfriend” z duetem Social House, została współautorką debiutanckiego, solowego singla Normani Kordei, „Motivation” wypuszczonego tego samego miesiąca, a także podczas 36. gali rozdania nagród MTV Video Music Awards zwyciężyła ona w trzech kategoriach z ponad dwunastu nominacji dzielonych z Taylor Swift. Pod koniec października piosenkarka pojawiła się w oficjalnym remiksie do singla amerykańskiej piosenkarki i raperki Lizzo, „Good as Hell”. Pod koniec roku Billboard nazwał Grande najwybitniejszą artystką, która zadebiutowała w latach 2010–2019, zaś NME uczyniło ją jedną z najważniejszych artystek dekady, natomiast według tabloidów muzycznych, stała się jej także najczęściej odtwarzaną żeńską artystką. Znalazła się ona również na 62. miejscu listy najlepiej zarabiających celebrytów w 2019 roku utworzonej przez magazyn Forbes.
W styczniu 2020 roku, Grande otrzymała osiem nominacji do nagrody iHeartRadio Music Awards, w tym nominację w kategorii Artystka roku, za to w lutym wystąpiła gościnnie w jednym z odcinków drugiego sezonu serialu Kidding, w którego obsadzie znajduje się Jim Carrey. W piątek, 1 maja ujawniła za pomocą mediów społecznościowych o wydaniu w następnym tygodniu singla charytatywnego „Stuck with U” wraz z Justinem Bieberem, którego środki ze sprzedaży i jego odtworzeń zostaną przeznaczone dla First Responders Children’s Foundation. Nagranie po krótkim czasie stało się trzecim singlem numer jeden Grande w Stanach. Wraz z Bieberem, obaj artyści od tego czasu dzielą się wraz ze wcześniej wspomnianą Carey oraz Drakiem wynikiem na więcej niż jedno wejście na miejsce pierwsze amerykańskiego notowania, jednakże to sama piosenkarka jest pierwszą artystką muzyczną w historii, która osiągnęła to trzykrotnie. 15 maja Lady Gaga ogłosiła, że tydzień później zostanie wydany drugi singel promujący jej szósty album studyjny – Chromatica – „Rain On Me” z gościnnym udziałem Grande. Ów utwór osiągnął sukces komercyjny docierając już po raz czwarty na szczyt listy Hot 100, a szósty na UK Singles Chart, ponadto zdobywając nagrodę Grammy. W czerwcu, Grande została zakwalifikowana jako 17. ze stu najpopularniejszych celebrytów wg listy opublikowanej przez Forbes.

## Wizerunek

### Głos
Ariana Grande śpiewa sopranem, jej głos osiąga również najwyższe tony rejestru gwizdkowego. 

### Religia
Grande dorastała w wierze rzymskokatolickiej, którą jednak porzuciła po tym, jak jej brat ujawnił się jako gej. Swoją decyzję tłumaczyła krytyką homoseksualności przez Kościół katolicki. Następnie prezentowała się jako wyznawczyni New Age oraz Kabały.

## Życie prywatne
W 2011 roku umawiała się z Grahamem Phillipsem, a następnie z Jordanem Viscomim. Od sierpnia 2012 do lipca 2013 roku spotykała się z Jaiem Brooksem, jednym z członków australijskiej grupy The Janoskians. Po rozstaniu para się zeszła, rozstając się ostatecznie w 2014 roku po trzech miesiącach związku. Niedługo później Grande zaczęła spotykać się z raperem Big Seanem, co potwierdziła 13 października 2014 roku. Para rozstała się w kwietniu 2015 roku. Niedługo później Grande zaczęła spotykać się z tancerzem Rickym Alvarezem. Od sierpnia 2016 roku była związana z amerykańskim raperem Maciem Millerem (zmarł on w 2018 roku z powodu przedawkowania środków odurzających). W maju 2018 roku oficjalnie potwierdziła plotki o rozstaniu z Millerem, ale powiedziała, że pozostają dobrymi przyjaciółmi. Od czerwca 2018 r. wokalistka zaczęła spotykać się z członkiem obsady programu Saturday Night Live, Pete’em Davidsonem. 11 czerwca zostało potwierdzone, że artystka po raz pierwszy zaręczyła się z aktorem. W październiku 2018 para zerwała zaręczyny, ogłaszając rozstanie. W styczniu 2020 roku Ariana zaczęła spotykać się ze znanym agentem nieruchomości Daltonem Gomezem. Para oficjalnie potwierdziła związek w maju
2020 roku. W grudniu 2020 para zaręczyła się. W maju 2021 para wzięła ślub w Montecito. W 2024 roku rozwiodła się, podając jako przyczynę "różnice nie do pogodzenia". Od lipca 2023 roku spotyka się z aktorem teatralnym Ethanem Slaterem, którego poznała na planie filmu Wicked.
Od 2013 roku Grande mieszka w Los Angeles. W tym samym roku została weganką. Ma 9 psów (Coco, Toulouse, Ophelia, Strauss, Sirius, Cinnamon, Lafayette, Pignoli, Myron). Ariana posiada na swoim ciele ponad 40 tatuaży. Mierzy 1,55 m i waży około 47 kilogramów.
W styczniu 2014 roku Grande udzieliła wywiadu, w którym przyznała, że rola Cat Valentine w serialu Victoria znaczy zwycięstwo zniszczyła jej włosy z powodu farbowania, przez co zaczęła coraz częściej spinać swoje włosy w kucyk. Na potrzeby realizacji serialu Sam i Cat nosiła perukę. W innej rozmowie zdradziła, że nie lubi patrzeć na swoje zdjęcia z przeszłości, ponieważ wstydzi się wyglądu sprzed lat.

## Trasy koncertowe
- The Listening Sessions (USA, 13 sierpnia – 22 września 2013)[181]
- The Honeymoon Tour (2015)[182][183]
- Dangerous Woman Tour (2017)[184]
  - 22 maja 2017, tuż po koncercie Grande na terenie Manchester Arena w Manchesterze w wyniku zamachu doszło do eksplozji, która spowodowała 23 ofiary śmiertelne, rannych zostało ponad 59 osób[185].
- Sweetener World Tour (2019)
- Fortnite presents.... Rift Tour (2021)

## Dyskografia
| Rok  | Tytuł albumu     |
| ---- | ---------------- |
| 2013 | Yours Truly      |
| 2014 | My Everything    |
| 2016 | Dangerous Woman  |
| 2018 | Sweetener        |
| 2019 | Thank U, Next    |
| 2020 | Positions        |
| 2024 | Eternal Sunshine |

## Filmografia

### Telewizja
| Rok       | Tytuł                      | Rola               | Informacje                                                              |
| --------- | -------------------------- | ------------------ | ----------------------------------------------------------------------- |
| 2009      | The Battery’s Down         | Bat Mitzvah Riffer | odcinek „The Battery’s Down”                                            |
| 2010–2013 | Victoria znaczy zwycięstwo | Cat Valentine      | główna rola                                                             |
| 2011      | iCarly                     | Cat Valentine      | odcinek „iParty with Victorious”                                        |
| 2011      | Winx Club                  | Diaspro            | głos w wersji angielskiej; 2011–2013; zastąpiona przez Cassandrę Morris |
| 2012      | Figure it Out              | jako ona sama      | gościnnie w czterech odcinkach                                          |
| 2013–2014 | Sam i Cat                  | Cat Valentine      | główna rola                                                             |
| 2014      | The Lil' Sam & Cat Show    | Cat Valentine      | głos; jeden odcinek                                                     |
| 2014      | Family Guy (Głowa rodziny) | Włoska córka       | głos; odcinek „Mom’s the Word”                                          |
| 2014      | Saturday Night Live        | jako ona sama      | odcinek „Chris Pratt”                                                   |
| 2015      | RuPaul’s Drag Race         | jako ona sama      | odcinek „Ru Hollywood Stories”                                          |
| 2015      | Królowe krzyku             | Chanel #2          | rola nawracająca                                                        |
| 2016      | Hairspray Live!            | Penny Pingleton    | główna rola                                                             |
| 2020      | Kidding                    | Picolla Grande     | rola epizodyczna                                                        |

### Film
| Rok  | Tytuł                      | Rola                  | Informacje                |
| ---- | -------------------------- | --------------------- | ------------------------- |
| 2011 | Goryl Śnieżek w Barcelonie | Goryl Śnieżek         | głos w wersji angielskiej |
| 2013 | Swindle                    | Amanda „Mandy” Benson | główna rola               |
| 2015 | Underdogs                  | Laura                 | głos w wersji angielskiej |
| 2016 | Zoolander 2                | kobieta w lateksie    | rola epizodyczna          |
| 2021 | Nie patrz w górę           | Riley Bina            | rola główna               |
| 2024 | Wicked                     | Glinda                | rola główna               |
| 2025 | Wicked: For Good           | Glinda                | rola główna               |
| 2026 | Focker In-Law              | -                     | -                         |

### Broadway
- 2008: 13 jako Charlotte
- 2012: Cuba Libre jako Miriam
- 2012: A Snow White Christmas jako Królewna Śnieżka

### Programy
- 2021: The Voice

## Nagrody i nominacje
| Rok  | Gala rozdania                             | Kategoria                                                                                      | Wynik             |
| ---- | ----------------------------------------- | ---------------------------------------------------------------------------------------------- | ----------------- |
| 2008 | National Youth Theatre Association Awards | Najlepsza artystka                                                                             | Wygrana           |
| 2010 | Hollywood Teen TV Award                   | Teen Pick Actress: Comedy                                                                      | Nominacja         |
| 2012 | Hollywood Teen TV Award                   | Ulubiona aktorka telewizyjna                                                                   | Wygrana           |
| 2013 | Billboard Mid-Year Music Award            | Najlepszy debiutant                                                                            | Wygrana           |
| 2013 | Teen Choice Awards                        | Najpiękniejsza piosenka miłosna („The Way”)                                                    | Nominacja         |
| 2013 | Teen Choice Awards                        | Najlepszy przełomowy artysta                                                                   | Nominacja         |
| 2013 | Teen Choice Awards                        | Ikona stylu cukierkowego                                                                       | Nominacja         |
| 2013 | MTV Europe Music Awards                   | Artist on the Rise                                                                             | Nominacja         |
| 2013 | American Music Awards                     | Nowy artysta roku                                                                              | Wygrana           |
| 2013 | The Music Business Association            | Nowy artysta roku                                                                              | Wygrana           |
| 2013 | Vevo Certified                            | 100M Views („The Way”) wraz z Makiem Millerem                                                  | Wygrana           |
| 2013 | Vevo Certified                            | 100M Views („Baby I”)                                                                          | Wygrana           |
| 2013 | Vevo Certified                            | 100M Views („Right There”) wraz z Big Seanem                                                   | Wygrana           |
| 2014 | People’s Choice Awards                    | Ulubiony przełomowy artysta roku                                                               | Wygrana           |
| 2014 | Radio Disney Music Award                  | Przełomowy artysta roku                                                                        | Nominacja         |
| 2014 | Radio Disney Music Award                  | Artysta, o którym najwięcej się mówi                                                           | Nominacja         |
| 2014 | Kids’ Choice Awards                       | Ulubiona aktorka telewizyjna (Sam & Cat)                                                       | Wygrana           |
| 2014 | Kids’ Choice Awards                       | Aussie’s Favorite Hottie                                                                       | Nominacja         |
| 2014 | MTV Japan Video Music Awards              | Najlepszy nowy artysta                                                                         | Nierozstrzygnięte |
| 2014 | World Music Awards                        | Najlepsza wokalistka na świecie                                                                | Nierozstrzygnięte |
| 2014 | World Music Awards                        | Najlepszy wokal na świecie                                                                     | Nierozstrzygnięte |
| 2014 | World Music Awards                        | Najlepszy debiutant na świecie                                                                 | Nierozstrzygnięte |
| 2014 | MTV Europe Music Awards                   | Najlepsza wokalistka                                                                           | Wygrana           |
| 2014 | MTV Europe Music Awards                   | Najlepsza piosenkarka                                                                          | Wygrana           |
| 2014 | MTV Europe Music Awards                   | Najlepszy wykonawca muzyki                                                                     | Nominacja         |
| 2014 | MTV Europe Music Awards                   | Debiut roku                                                                                    | Nominacja         |
| 2014 | MTV Europe Music Awards                   | Najlepszy wykonawca MTV PUSH                                                                   | Nominacja         |
| 2014 | MTV Europe Music Awards                   | Największa liczba fanów                                                                        | Nominacja         |
| 2014 | Bambi Awards                              | Najlepszy debiutant                                                                            | Wygrana           |
| 2014 | BET Awards                                | Najlepszy nowy artysta                                                                         | Nominacja         |
| 2014 | Billboard Music Awards                    | Najlepszy nowy artysta                                                                         | Nominacja         |
| 2014 | Billboard.com Mid-Year Music Awards       | Najlepsze video („Problem”) wraz z Iggy Azalea                                                 | Nominacja         |
| 2014 | Billboard.com Mid-Year Music Awards       | Półroczne MVP                                                                                  | Nominacja         |
| 2014 | Billboard.com Mid-Year Music Awards       | Najlepsza wydajność telewizyjna wraz z Iggy Azalea, Charli XCX i BBMAs                         | Wygrana           |
| 2014 | Billboard.com Mid-Year Music Awards       | Najbardziej oczekiwane muzyczne wydarzenie w II połowie 2014 roku (My Everything)              | Nominacja         |
| 2014 | Billboard Women in Music Awards           | Wschodząca gwiazda                                                                             | Wygrana           |
| 2014 | iHeartRadio Music Awards                  | Young Influencer Award                                                                         | Wygrana           |
| 2014 | iHeartRadio Music Awards                  | Najlepsi fani                                                                                  | Nominacja         |
| 2014 | iHeartRadio Music Awards                  | Najlepszy Instagram                                                                            | Nominacja         |
| 2014 | MTV Millennial Awards                     | Międzynarodowy hit roku („Problem”) wraz z Iggy Azalea                                         | Nominacja         |
| 2014 | MTV Video Music Awards                    | Najlepsze kobiece video („Problem”) wraz z Iggy Azalea                                         | Nominacja         |
| 2014 | MTV Video Music Awards                    | Najlepsze popowe video („Problem”) wraz z Iggy Azalea                                          | Wygrana           |
| 2014 | MTV Video Music Awards                    | Najlepsza współpraca („Problem”) wraz z Iggy Azalea                                            | Nominacja         |
| 2014 | MTV Video Music Awards                    | Najlepsze lyric video („Problem”) wraz z Iggy Azalea                                           | Nominacja         |
| 2014 | NAACP Image Awards                        | Znakomity nowy artysta                                                                         | Nominacja         |
| 2014 | Neox Fan Awards                           | Best New Act of the Year                                                                       | Nominacja         |
| 2014 | NRJ Music Awards                          | Międzynarodowy przełom roku                                                                    | Wygrana           |
| 2014 | NRJ Music Awards                          | Międzynarodowa piosenka roku („Problem”) wraz z Iggy Azalea                                    | Nominacja         |
| 2014 | Premios 40 Principales                    | Najlepszy międzynarodowy nowy artysta                                                          | Nominacja         |
| 2014 | Teen Choice Awards                        | Najlepsza artystka                                                                             | Wygrana           |
| 2014 | Teen Choice Awards                        | Muzyczna gwiazda lata: Kobieta                                                                 | Nominacja         |
| 2014 | Teen Choice Awards                        | Female Hottie                                                                                  | Nominacja         |
| 2014 | Teen Choice Awards                        | Najlepsza piosenka kobieca („Problem”) wraz z Iggy Azalea                                      | Wygrana           |
| 2014 | Teen Choice Awards                        | Piosenka o zerwaniu („Break Free”) wraz z Zeddem                                               | Nominacja         |
| 2014 | Young Hollywood Awards                    | Najgorętszy muzyczny artysta                                                                   | Nominacja         |
| 2014 | Young Hollywood Awards                    | Piosenka lata / DJ powtórka                                                                    | Nominacja         |
| 2014 | Young Hollywood Awards                    | Najlepsza gwiazda social media                                                                 | Nominacja         |
| 2014 | Vevo Certified                            | 100M Views („Problem”) wraz z Iggy Azalea                                                      | Wygrana           |
| 2014 | Vevo Certified                            | 100M Views („Break Free”) wraz z Zeddem                                                        | Wygrana           |
| 2014 | Vevo Certified                            | 100M Views („Love Me Harder”) wraz z The Weekndem                                              | Wygrana           |
| 2014 | Vevo Certified                            | 100M Views („Santa Tell Me”)                                                                   | Wygrana           |
| 2015 | Grammy Awards                             | Najlepszy album Pop                                                                            | Nominacja         |
| 2015 | Grammy Awards                             | Najlepszy występ Pop w Duecie/Grupie („Bang Bang”)                                             | Nominacja         |
| 2015 | American Music Awards                     | Ulubiona artystka Pop/Rock                                                                     | Wygrana           |
| 2015 | American Music Awards                     | Artysta roku                                                                                   | Nominacja         |
| 2015 | ASCAP Pop Music Awards                    | Najlepsza piosenka („Problem”)                                                                 | Wygrana           |
| 2015 | Billboard Music Awards                    | Najlepszy artysta                                                                              | Nominacja         |
| 2015 | Billboard Music Awards                    | Najlepsza artystka                                                                             | Nominacja         |
| 2015 | Billboard Music Awards                    | Top Hot 100 Artist                                                                             | Nominacja         |
| 2015 | Billboard Music Awards                    | Najlepszy artysta społeczny                                                                    | Nominacja         |
| 2015 | Billboard Music Awards                    | Najlepszy artysta strumieniowy                                                                 | Nominacja         |
| 2015 | Billboard Music Awards                    | Najlepsza piosenka taneczna/elektroniczna („Break Free”) wraz z Zeddem                         | Nominacja         |
| 2015 | iHeart Radio Music Awards                 | Artysta roku                                                                                   | Nominacja         |
| 2015 | iHeart Radio Music Awards                 | Najlepsza współpraca („Bang Bang”) wraz z Jessie J i Nicki Minaj                               | Wygrana           |
| 2015 | iHeart Radio Music Awards                 | Najlepsza współpraca („Problem”) wraz z Iggy Azalea                                            | Nominacja         |
| 2015 | iHeart Radio Music Awards                 | Najlepsi fani                                                                                  | Nominacja         |
| 2015 | MTV Europe Music Awards                   | Najlepszy wykonawca muzyki pop                                                                 | Nominacja         |
| 2015 | MTV Italian Music Awards                  | Cudowna kobieta                                                                                | Nominacja         |
| 2015 | MTV Italian Music Awards                  | Gwiazda MTV Awards                                                                             | Nominacja         |
| 2015 | MTV Millennial Awards                     | Globalny Instagram roku                                                                        | Wygrana           |
| 2015 | MTV Millennial Awards                     | Międzynarodowy hit roku („One Last Time”)                                                      | Nominacja         |
| 2015 | MTV Video Music Awards                    | Najlepsza współpraca („Love Me Harder”) wraz z The Weeknd                                      | Nominacja         |
| 2015 | MTV Video Music Awards                    | Najlepsza współpraca („Bang Bang”) wraz z Jessie J i Nicki Minaj                               | Nominacja         |
| 2015 | MTV Video Music Awards Japan              | Najlepsze kobiece video („Problem”) wraz z Iggy Azalea                                         | Wygrana           |
| 2015 | Kids’ Choice Awards                       | Ulubiona artystka                                                                              | Nominacja         |
| 2015 | Kids’ Choice Awards                       | Piosenka roku („Bang Bang”) wraz z Jessie J i Nicki Minaj                                      | Wygrana           |
| 2015 | Kids’ Choice Awards                       | Piosenka roku („Problem”) wraz z Iggy Azalea                                                   | Nominacja         |
| 2015 | People’s Choice Awards                    | Ulubiony album (My Everything)                                                                 | Nominacja         |
| 2015 | People’s Choice Awards                    | Ulubiona piosenka („Bang Bang”) wraz z Jessie J i Nicki Minaj                                  | Nominacja         |
| 2015 | Radio Disney Music Awards                 | Najlepsza artystka                                                                             | Wygrana           |
| 2015 | Radio Disney Music Awards                 | Piosenka roku („Problem”) wraz z Iggy Azalea                                                   | Wygrana           |
| 2015 | Radio Disney Music Awards                 | Artysta w najlepszym stylu                                                                     | Nominacja         |
| 2015 | Radio Disney Music Awards                 | Most Talked About Artist                                                                       | Wygrana           |
| 2015 | Teen Choice Awards                        | Najlepsza artystka                                                                             | Nominacja         |
| 2015 | Teen Choice Awards                        | Najlepsza piosenka kobieca („One Last Time”)                                                   | Wygrana           |
| 2015 | Teen Choice Awards                        | Najlepsza piosenka kobieca („Bang Bang”) wraz z Jessie J i Nicki Minaj                         | Nominacja         |
| 2015 | Teen Choice Awards                        | Najlepsza artystka lata                                                                        | Nominacja         |
| 2015 | Teen Choice Awards                        | Najlepsza trasa koncertowa (The Honeymoon Tour)                                                | Nominacja         |
| 2015 | Teen Choice Awards                        | Najlepszy Instagram                                                                            | Nominacja         |
| 2015 | YouTube Music Awards                      | 50 najczęściej oglądanych artystów                                                             | Wygrana           |
| 2015 | Japan Gold Disc Award                     | Najlepszy nowy artysta międzynarodowy                                                          | Wygrana           |
| 2015 | Japan Gold Disc Award                     | 3 najlepszych nowych artystów międzynarodowych                                                 | Wygrana           |
| 2015 | Japan Gold Disc Award                     | 3 najlepsze albumy międzynarodowe (My Everything)                                              | Wygrana           |
| 2015 | Vevo Certified                            | 100M Views („One Last Time” – lyric video)                                                     | Wygrana           |
| 2015 | Vevo Certified                            | 100M Views („One Last Time”)                                                                   | Wygrana           |
| 2015 | Vevo Certified                            | 100M Views („Focus”)                                                                           | Wygrana           |
| 2016 | Billboard Music Awards                    | Najlepsza artystka                                                                             | Nominacja         |
| 2016 | Billboard Music Awards                    | Najlepszy artysta social media                                                                 | Nominacja         |
| 2016 | Brit Awards                               | Międzynarodowa artystka solowa                                                                 | Nominacja         |
| 2016 | iHeartRadio Music Awards                  | Najlepsi fani                                                                                  | Nominacja         |
| 2016 | MTV Italian Music Awards                  | Najlepsza zagraniczna artystka                                                                 | Wygrana           |
| 2016 | MTV Millennial Awards                     | Globalny Snapchat roku                                                                         | Wygrana           |
| 2016 | MTV Millennial Awards                     | Fail roku                                                                                      | Nominacja         |
| 2016 | MTV Video Music Awards                    | Najlepsze kobiece video („Into You”)                                                           | Nominacja         |
| 2016 | MTV Video Music Awards                    | Najlepsze popowe video („Into You”)                                                            | Nominacja         |
| 2016 | MTV Video Music Awards                    | Najlepszy montaż („Into You”)                                                                  | Nominacja         |
| 2016 | MTV Video Music Awards                    | Najlepsze zdjęcia („Into You”)                                                                 | Nominacja         |
| 2016 | MTV Video Music Awards                    | Najlepsza współpraca („Let Me Love You”) wraz z Lilem Wayne’em                                 | Nominacja         |
| 2016 | Much Music Video Awards                   | iHeartRadio międzynarodowy artysta roku                                                        | Nominacja         |
| 2016 | Kids’ Choice Awards                       | Ulubiona artystka                                                                              | Wygrana           |
| 2016 | Radio Disney Music Awards                 | Najlepsza piosenka do tańca („Focus”)                                                          | Wygrana           |
| 2016 | Teen Choice Awards                        | Najlepsza artystka                                                                             | Nominacja         |
| 2016 | Teen Choice Awards                        | Muzyczna gwiazda lata: Kobieta                                                                 | Nominacja         |
| 2016 | Teen Choice Awards                        | Najlepsza piosenka kobieca („Dangerous Woman”)                                                 | Wygrana           |
| 2016 | Teen Choice Awards                        | Najlepsza piosenka miłosna („Into You”)                                                        | Nominacja         |
| 2016 | Teen Choice Awards                        | Choice Selfie Taker                                                                            | Wygrana           |
| 2016 | MTV Europe Music Awards                   | Najlepszy amerykański artysta                                                                  | Wygrana           |
| 2016 | MTV Europe Music Awards                   | Najlepszy artysta pop                                                                          | Nominacja         |
| 2016 | MTV Europe Music Awards                   | Najwięksi fani                                                                                 | Nominacja         |
| 2016 | American Music Awards                     | Artysta roku                                                                                   | Wygrana           |
| 2016 | MTV Video Music Awards Japan              | Najlepsze kobiece video („Into You”)                                                           | Wygrana           |
| 2016 | BBC Radio 1's Teen Awards                 | Najlepszy międzynarodowy artysta solowy                                                        | Nominacja         |
| 2016 | Glamour Awards                            | Międzynarodowy muzyk/artysta solowy                                                            | Nominacja         |
| 2016 | Vevo Certified                            | 100M Views („Dangerous Woman”)                                                                 | Wygrana           |
| 2016 | Vevo Certified                            | 100M Views („Let Me Love You”) wraz z Lilem Wayne’em                                           | Wygrana           |
| 2016 | Vevo Certified                            | 100M Views („Into You”)                                                                        | Wygrana           |
| 2016 | Vevo Certified                            | 100M Views („Side to Side”) wraz z Nicki Minaj                                                 | Wygrana           |
| 2017 | People’s Choice Awards                    | Ulubiona artystka                                                                              | Nominacja         |
| 2017 | People’s Choice Awards                    | Ulubiony artysta pop                                                                           | Nominacja         |
| 2017 | People’s Choice Awards                    | Ulubiony album (Dangerous Woman)                                                               | Nominacja         |
| 2017 | Grammy Awards                             | Najlepszy popowy album (Dangerous Woman)                                                       | Nominacja         |
| 2017 | Grammy Awards                             | Najlepszy solowy występ („Dangeorus Woman”)                                                    | Nominacja         |
| 2017 | iHeartRadio Music Awards                  | Artystka roku                                                                                  | Nominacja         |
| 2017 | iHeartRadio Music Awards                  | Najlepszy cover („How Will I Know”)                                                            | Nominacja         |
| 2017 | iHeartRadio Music Awards                  | Najlepsze muzyczne video („Side to Side)”                                                      | Nominacja         |
| 2017 | iHeartRadio Music Awards                  | Najlepsi fani                                                                                  | Nominacja         |
| 2017 | Kids’ Choice Awards                       | Ulubiona wokalistka                                                                            | Nominacja         |
| 2017 | Kids’ Choice Awards                       | Ulubiona piosenka („Side to Side”) wraz z Nicki Minaj                                          | Nominacja         |
| 2017 | Juno Awards                               | Najlepszy album międzynarodowy roku (Dangerous Woman)                                          | Nominacja         |
| 2017 | Japan Gold Disc Award                     | Najlepszy artysta międzynarodowy roku                                                          | Wygrana           |
| 2017 | Japan Gold Disc Award                     | Najlepszy album międzynarodowy roku (Dangerous Woman)                                          | Wygrana           |
| 2017 | Japan Gold Disc Award                     | 3 najlepsze albumy międzynarodowe (Dangerous Woman)                                            | Wygrana           |
| 2017 | Radio Disney Music Awards                 | Najlepsza wokalistka                                                                           | Wygrana           |
| 2017 | Radio Disney Music Awards                 | Najlepsza współpraca („Beauty and the Beast”) wraz z Johnem Legendem                           | Nominacja         |
| 2017 | Billboard Music Awards                    | Najlepszy artysta                                                                              | Nominacja         |
| 2017 | Billboard Music Awards                    | Najlepsza artystka                                                                             | Nominacja         |
| 2017 | Billboard Music Awards                    | Najlepszy artysta social media                                                                 | Nominacja         |
| 2017 | MTV Italian Music Awards                  | Najlepsza zagraniczna artystka                                                                 | Wygrana           |
| 2017 | MTV Millennial Awards                     | Globalny Instagram                                                                             | Nominacja         |
| 2017 | MTV Movie & TV Awards                     | Najlepszy moment muzyczny („Beauty and the Beast”) wraz z Johnem Legendem                      | Nominacja         |
| 2017 | MTV Movie & TV Awards                     | Najlepszy moment muzyczny („You Can Stop the Beat”) wraz z obsadą „Hairspray Live!”            | Nominacja         |
| 2017 | Teen Choice Awards                        | Najlepsza artystka                                                                             | Wygrana           |
| 2017 | Teen Choice Awards                        | Najlepsza trasa koncertowa lata                                                                | Wygrana           |
| 2017 | Teen Choice Awards                        | Najlepszy Snapchat                                                                             | Wygrana           |
| 2017 | Teen Choice Awards                        | Najlepszy producent zmian                                                                      | Wygrana           |
| 2017 | Diversity in Media Awards                 | Bohater roku („Manchester One Love”)                                                           | Nominacja         |
| 2017 | Honorary Citizenship of Manchester        | Honorowy obywatel miasta Manchester                                                            | Wygrana           |
| 2017 | MTV Video Music Awards                    | Artysta roku                                                                                   | Nominacja         |
| 2017 | MTV Video Music Awards                    | Najlepsza choreografia („Side to Side”) wraz z Nicki Minaj                                     | Nominacja         |
| 2017 | BBC Radio 1's Teen Awards                 | Najlepszy międzynarodowy artysta solowy                                                        | Wygrana           |
| 2017 | Glamour Awards                            | Międzynarodowy moment muzyczny                                                                 | Nominacja         |
| 2017 | LOS40 Music Awards                        | Lo + 40 Artist Award                                                                           | Nominacja         |
| 2017 | Meus Prêmios Nick                         | Ulubiony artysta międzynarodowy                                                                | Nominacja         |
| 2017 | Meus Prêmios Nick                         | Międzynarodowe show roku w Brazylii (Dangerous Woman Tour)                                     | Nominacja         |
| 2017 | Meus Prêmios Nick                         | Ulubiony profil na Instagramie                                                                 | Wygrana           |
| 2017 | Nickelodeon Colombia Kids Choice Awards   | Ulubiony międzynarodowy artysta lub zespół                                                     | Nominacja         |
| 2017 | Nickelodeon Colombia Kids Choice Awards   | Najlepsi fani                                                                                  | Nominacja         |
| 2017 | Streamy Awards                            | Cover song („Somewhere Over the Rainbow”)                                                      | Wygrana           |
| 2017 | Telehit Awards                            | Solowa artystka roku                                                                           | Nominacja         |
| 2017 | Vevo Certified                            | 100M Views („Everyday” – lyric video) wraz z Future                                            | Wygrana           |
| 2017 | Vevo Certified                            | 100M Views („Everyday”) wraz z Future                                                          | Wygrana           |
| 2018 | Global Awards                             | Najlepsza kobieta                                                                              | Nominacja         |
| 2018 | Global Awards                             | Najlepszy pop                                                                                  | Nominacja         |
| 2018 | iHeartRadio Music Awards                  | Najlepsi fani                                                                                  | Nominacja         |
| 2018 | iHeartRadio Music Awards                  | Najsłodszy muzyk Pet (Toulouse)                                                                | Wygrana           |
| 2018 | NME Awards                                | Bohater roku                                                                                   | Wygrana           |
| 2018 | NME Awards                                | Muzyczny moment roku (One Love Manchester)                                                     | Wygrana           |
| 2018 | Billboard Music Awards                    | Najlepszy artysta social media                                                                 | Nominacja         |
| 2018 | Nickelodeon Argentina Kids’ Choice Awards | Ulubiony międzynarodowy artysta lub zespół                                                     | Nominacja         |
| 2018 | Nickelodeon Mexico Kids’ Choice Awards    | Ulubiony międzynarodowy artysta lub zespół                                                     | Nominacja         |
| 2018 | Nickelodeon Mexico Kids’ Choice Awards    | Ulubiony hit („No Tears Left to Cry”)                                                          | Nominacja         |
| 2018 | Teen Choice Awards                        | Ulubiona artystka                                                                              | Nominacja         |
| 2018 | Teen Choice Awards                        | Ulubiona piosenka kobieca („No Tears Left to Cry”)                                             | Nominacja         |
| 2018 | Teen Choice Awards                        | Ulubiona piosenka pop („No Tears Left to Cry”)                                                 | Nominacja         |
| 2018 | Teen Choice Awards                        | Ulubiona artystka lata                                                                         | Nominacja         |
| 2018 | Teen Choice Awards                        | Ulubiony Snapchat                                                                              | Nominacja         |
| 2018 | MTV Video Music Awards                    | Teledysk roku („No Tears Left to Cry”)                                                         | Nominacja         |
| 2018 | MTV Video Music Awards                    | Artysta roku                                                                                   | Nominacja         |
| 2018 | MTV Video Music Awards                    | Najlepszy teledysk popowy („No Tears Left to Cry”)                                             | Wygrana           |
| 2018 | MTV Video Music Awards                    | Najlepsza kinematografia („No Tears Left to Cry” – zdjęcia: Scott Cunningham)                  | Nominacja         |
| 2018 | MTV Video Music Awards                    | Najlepsze efekty specjalne („No Tears Left to Cry” – efekty specjalne: Vidal i Loris Paillier) | Nominacja         |
| 2019 | MTV Video Music Award                     | Teledysk roku („Thank U, Next”)                                                                | Nominacja         |
| 2019 | MTV Video Music Award                     | Artysta roku                                                                                   | Wygrana           |
| 2019 | MTV Video Music Award                     | Piosenka roku („Thank U, Next”)                                                                | Nominacja         |
| 2019 | MTV Video Music Award                     | Najlepszy teledysk popowy („Thank U, Next”)                                                    | Nominacja         |
| 2019 | MTV Video Music Award                     | Najlepsza reżyseria („Thank U, Next” – reżyseria: Hannah Lux Davis)                            | Nominacja         |
| 2019 | MTV Video Music Award                     | Najlepsze efekty specjalne („God Is a Woman” – efekty specjalne: Fabrice Lagayette)            | Nominacja         |
| 2019 | MTV Video Music Award                     | Najlepszy montaż („7 Rings” – montaż: Hannah Lux Davis i Taylor Walsh)                         | Nominacja         |
| 2019 | MTV Video Music Award                     | Najlepsza scenografia i dekoracja wnętrz („7 Rings” – scenarzysta: John Richoux)               | Wygrana           |
| 2019 | MTV Video Music Award                     | Najlepsza kinematografia („Thank U, Next” – zdjęcia: Christopher Probst)                       | Nominacja         |
| 2019 | MTV Video Music Award                     | Najlepszy hymn siły („7 Rings”)                                                                | Nominacja         |
| 2019 | MTV Video Music Award                     | Utwór lata („Boyfriend”)                                                                       | Wygrana           |
| 2019 | Grammy Awards                             | Najlepsze solowe wykonanie -pop (,,God Is a Woman)                                             | Nominacja         |
| 2019 | Grammy Awards                             | Najlepszy wokalny album popowy (,,Sweetener")                                                  | Wygrana           |
| 2019 | People’s Choice Awards                    | Ulubiona artystka                                                                              | Nominacja         |
| 2019 | People’s Choice Awards                    | Ulubiona piosenka roku (,,7 Rings")                                                            | Nominacja         |
| 2019 | People’s Choice Awards                    | Ulubiony album (,,Thank U, Next")                                                              | Nominacja         |
| 2019 | People’s Choice Awards                    | Ulubiona trasa koncertowa (Sweetener World Tour)                                               | Nominacja         |
| 2019 | People’s Choice Awards                    | Ulubiona celebryrka                                                                            | Nominacja         |